# Carla Porta Musa
Carla Musa coniugata Porta, nota come Carla Porta Musa (Como, 15 marzo 1902 – Como, 10 ottobre 2012) è stata una scrittrice, saggista, poetessa e supercentenaria italiana.

## Biografia
Carla Porta Musa è nata nella città lacustre da Maria Casella, ticinese cresciuta a Panama e da Enrico Musa (1872 – 1944), noto ingegnere milanese.
La passione per i libri le viene trasmessa dal padre, che in occasione del 6º compleanno, nel 1908, le regalò una piccola biblioteca, con diversi libri, cosa che fece anche con i suoi tre fratelli.
Studiò nei migliori collegi europei, vivendo a Losanna, in Inghilterra, al Caldecote Towers di Bushey, e a Parigi, a Groslay.
Nei primi anni venti organizza, a Como, nella propria abitazione, un circolo culturale, i "Lunedì letterari", con il collega Carlo Linati, settimanale riunione degli amanti del buon libro, compresi diversi celebri scrittori e poeti, che va avanti fino al 1926. Dal 1946 al 1953, invece, ha riproposto gli incontri culturali all'Istituto letterario Carducci di Como, organizzando "I venerdì letterari".
Durante queste sue attività conosce e collabora, divenendone amica, con altri famosi autori letterari e no, tra cui Guido Piovene, Benedetto Croce, Salvatore Quasimodo, Riccardo Bacchelli, Giorgio De Chirico, Felice Casorati, Maria Callas, Piero Bargellini, Indro Montanelli, Dino Buzzati, Marino Moretti e Giovanni Papini.
Alternando la scrittura narrativa a collaborazioni con riviste e giornali, Carla Porta Musa ha pubblicato una trentina fra romanzi e raccolte di poesie. Il suo primo libro è stato scritto a causa di una delusione d'amore. Testimone diretta dei più grandi eventi del Novecento, come già accennato, ha conosciuto molti dei personaggi più importanti della cultura e della letteratura del secolo scorso. I suoi maestri assoluti sono però Marcel Jouhandeau e Colette, noti per la loro semplicità e spontaneità.
Grande amante del bon ton, il suo stile rispecchia la sua personalità arguta. Nei suoi romanzi c'è sempre qualcosa di lei, della sua famiglia e dei suoi amici o conoscenti e non mancano mai riferimenti a fatti e atmosfere reali.
Nel 1921 si fidanza con il medico comasco Giovanni Porta, detto Giannino, fratello maggiore di Paolo Porta. Hanno una figlia, Livia, anch'ella nota pediatra. Rimane vedova nel 1984.
Nel 1987 le è stato conferito "L'Abbondino d'oro", riconoscimento ufficiale della città di Como ai suoi più illustri cittadini.
È deceduta per le complicanze di una polmonite la sera del 10 ottobre 2012, poco dopo le 21:00. Riposa al Cimitero di San Giorgio, nell'amata Portofino, in un loculo da lei acquistato nel 1947.
All'atto del decesso era la persona vivente più anziana della Provincia di Como, nonché la nona persona vivente più longeva d'Italia.
(A Como)

## Longevità artistica
Nel 1998 pubblica, a 96 anni, Nel segno di Chiara, opera che viene segnalata al premio Bancarella.
Nel marzo 2002, in occasione dei suoi 100 anni, durante una cerimonia ufficiale, le furono consegnate le chiavi della città.
Il 15 marzo 2005, giorno in cui ha compiuto 103 anni, ha presentato il libro La ribelle incatenata, un romanzo scritto in soli 37 giorni.
Eccezionale dunque la sua longevità fisica, ma ancor di più quella letteraria, tanto che, anche se ultracentenaria partecipa ancora regolarmente alla vita culturale comasca, presenziando, fra l'altro, all'apertura della stagione del Teatro Sociale di Como.
È stata assidua collaboratrice di riviste e quotidiani (dalla “Domenica del Corriere” a “Scena Illustrata”, da “Amica” a “La Provincia” di Como).
L'11 marzo 2007 ha presentato il suo nuovo libro, Lasciati prendere per mano, in occasione della festa per il suo 105º compleanno.
Il 6 marzo 2010, poco prima di compiere 108 anni, è intervenuta personalmente in un incontro dedicato a lei, nel comune di Albavilla, in occasione dell'anticipazione dell'uscita del suo nuovo romanzo, «Le tre zitelle», e per un'onorificenza speciale, attribuitale da parte di una associazione calabro-brianzola in merito ad un fatto risalente al terremoto del 1908, che colpì la Calabria e la Sicilia; la scrittrice e i suoi 2 fratelli, allora bambini, ruppero i loro salvadanai e donarono tutto il loro contenuto ai terremotati di quelle zone.
Il 15 marzo 2012, giorno del raggiungimento dei 110 anni di età, ha ricevuto gli auguri da parte di Papa Benedetto XVI e del Presidente della Repubblica Italiana Giorgio Napolitano, che, oltre a una lettera personale, le ha conferito una delle più alte onorificenze della Repubblica Italiana: Cavaliere di gran croce.
In diverse interviste, tra cui alla televisione svizzera nel 2005, ha rivelato quale potrebbe essere il segreto della sua longevità fisica e mentale. "La sobrietà. Mai fumato, mai bevuto alcolici, mangio poco. Da 60 anni vado a disintossicarmi a Montecatini Terme. Ha paura della morte? No, la aspetto con serenità. Un bel momento arriverà... forse!"
La scrittrice era cugina di secondo grado del regista Dino Risi, la cui madre era prima cugina del padre della Porta Musa.

## Opere principali
- Le tre zitelle, 2010;
- Villa Elisabetta, 2008;
- Lasciati prender per mano, 2007;
- La ribelle incatenata, 2005;
- Quaderno rosso. Incontri 3 (2004);
- Quaderno rosso. Incontri (2002);
- Quaderno rosso (2000, ristampa);
- Il sogno di Carla (1999)
- Nel segno di Chiara, 1998;
- Il cielo nel cuore, 1997;
- Il suo cane ciao e altre storie, 1995;
- Le stagioni di Chiara, 1994;
- Il tuo cuore e il mio, 1992;
- Lampi al magnesio, 1991;
- Per vivere in qualcuno,1976
- La luna di traverso, 1965;
- Il cortile, 1961;
- Storia di Peter, 1960;
- Girometta e Pampacoca, 1960;
- La breve estate, 1959;
- Liberata, 1958;
- Virginia 1880, 1955;
- Quaderno rosso, 1954;
- Nuovi momenti lirici, 1953;
- Momenti Lirici, 1950.